# Iván y Sus Bam Band
Iván y Sus Bam Band es un grupo de música tropical colombiano, liderado por el cantante y percusionista Iván Sánchez Vásquez y acompañado de varias bailarinas y coristas, conocidas como las "Bam Band". El nombre de la agrupación surgió de la modificación del apodo "Bam Bam", mote con el que era reconocido en su niñez Iván Sánchez.

## Historia
El grupo se formó en 1995 y lanzó al mercado sus primeras dos producciones discográficas un año después, tituladas Lo Grande de Ayer, la Locura de Hoy y De Punta a Punta... La Locura Continúa, publicados por el sello Sonolux. Los discos recopilaban canciones popularizadas por artistas como Nelson Henríquez y Pastor López años atrás, y resultaron un éxito instantáneo, vendiendo alrededor de 500.000 copias y llegando a países como Argentina, Chile, Ecuador, Perú, Venezuela, México y Estados Unidos.
Al año siguiente el grupo lanza al mercado el disco La Locura... Hoy, Mañana y Siempre, también bajo el sello discográfico Sonolux. En 1998 sale al mercado A Nuestro Modo. Luego de la publicación del disco La Locura Regresó en el año 2000, el grupo entra en un prolongado hiato debido principalmente a problemas personales del cantante. En el año 2015 la agrupación anunció la posibilidad de grabar un nuevo disco a modo de celebración de los veinte años de su creación.

## Reconocimiento
La agrupación ha logrado a lo largo de su carrera once discos de platino, siete discos de oro, un premio TV y Novelas, un Premio ACPE en los Estados Unidos y distintos reconocimientos en Perú, Colombia y Ecuador, convirtiendo al grupo en uno de los más exitosos en cuanto a ventas de discos y galardones se refiere en la historia de Colombia.

## Discografía
- Lo grande de ayer, la locura de hoy (1995)
- De Punta a Punta... la locura continúa (1996)
- La Locura... Hoy, Mañana y Siempre (1997)
- A Nuestro Modo (1998)
- La Locura Regreso (2000)
- Iván y Sus Bam Band: 20 años de éxito (2016)